# Praha (district de Lučenec)
Pour les articles homonymes, voir Prague (homonymie).
Praha (hongrois : Gácsprága) est un village de Slovaquie situé dans la région de Banská Bystrica.

## Histoire
La première mention écrite du village date de 1573.

## Démographie

### Évolution de la population
| Année:               | 1994. | 2004.    | 2014.    | 2024.    |
| -------------------- | ----- | -------- | -------- | -------- |
| Nombre de personnes: | 87    | 102      | 87       | 74       |
| Différence:          |       | +17,24 % | -14,70 % | -14,94 % |

| Année:               | 2023. | 2024.   |
| -------------------- | ----- | ------- |
| Nombre de personnes: | 73    | 74      |
| Différence:          |       | +1,36 % |